# Francisco Bagó Ramírez
Francisco Bagó Ramírez (Villanueva del Arzobispo, Jaén, 7 de julio de 1927 - 9 de junio de 2009) fue un pintor y cartelista cinematográfico español,

## Biografía
Francisco Bagó Ramírez nació en Villanueva del Arzobispo, una localidad de la provincia de Jaén. Sus padres, Francisco Bago Flores y Ana María Ramírez Escolar, formaron un matrimonio con cuatro hijos, siendo Francisco el primogénito.

### Los años de formación
A la temprana edad de siete años llega a Murcia para no abandonarla jamás, y aquí es donde desarrolla toda su carrera profesional. Al estallar la Guerra Civil, el ejército republicano toma la casa donde reside con su familia y la convierten en un granero, estando al mando una brigada de soldados rusos, que poco más o menos le habían tomado como mascota.
Acabada la contienda, en plena posguerra, se dedica a dar rienda suelta a su imaginación, sobre todo la artística que llevaba dentro, hacía "Pasos" de Semana Santa con figuras que él mismo pintaba y que cambiaba a los traperos a cambio de ropa vieja, este primer acercamiento a la pintura sin duda marcaría su vida.
Se casó muy joven, en 1948, con Carmen Fuentes, su mujer de toda la vida y con la que tuvo diez hijos; precisamente en ese mismo año fue llamado a filas para hacer el Servicio militar en la Seo de Urgel y tiene que ausentarse de Murcia.
A su regreso, comienza a pintar cuadros, retratos por encargo a particulares y comienza a exponer gran parte de su obra en galerías de la ciudad, como en el Real Casino de Murcia y en el Club taurino de Murcia entre otros.
Es pintor autodidacta, aunque conocía y admiraba la obra de Francisco Fernández Zarza («Jano»), por medio de su ingenio, creatividad y esfuerzo, logra posicionarse dentro del círculo cultural murciano; su estilo pictórico según el mismo define es una “exaltación del color a través del dibujo lineal, es un plasmar a través de la imagen lineal pasando partes del abstracto y del cubismo terminando con toda la brillantez del colorido..”.
En este sentido lo mismo combinaba el hiper-realismo con el cubismo, que plasmaba las suertes del toreo, pases de pecho, naturales, verónicas, dando al óleo una luminosidad especial.
Sin embargo, esta primera etapa discurre en plena posguerra y en parte debido a que su familia no paraba de crecer, tiene que dedicarse también a la rotulación y decoración de escaparates y tiendas, publicidad de autobuses y la escenografía teatral; no tenía ningún reparo en cambiar los pinceles por la brocha gorda, lo importante era mantener a su ya prolífica familia.

### La madurez. Cartelista Cinematográfico
En el año 1948 comienza a trabajar para la empresa Iniesta, un imperio de la cinematografía en la Murcia de entonces, y es en esta etapa donde se especializa y desarrolla su faceta más reconocida: cartelista cinematográfico.
Empezó trabajando con los pintores valencianos Carlos Gómez y Francisco Medina, hasta que en 1952 se queda en solitario al frente de la compañía, hasta su retiro en 1979.
Se inició en esta actividad pintando primeramente diapositivas que luego se exhibían en los intermedios de las películas para anunciar los estrenos.
Los carteles cinematográficos fueron la base publicitaria en la que se sustentaba la industria del cine, ya que las grandes dimensiones de las pinturas permitían desde lejos ver los rostros de las estrellas más populares, destacando las facciones para que se reconociera enseguida o bien alguna escena sobresaliente de la misma. Este sistema de propaganda se extiende por las principales ciudades españolas para mejorar la atracción hacia los posibles espectadores.
Se dedica a pintar las carteleras y los carteles que se usaban en los estrenos de las principales salas cinematográficas de la ciudad:  Cine Rex, Cine Coy, el Cinema Imperial, Teatro Circo y en general para todos los cines de la Iniesta. También trabaja en Jumilla y en Cartagena, en el Cine Mariola. Su producción habitual era de 7 carteles por semana aproximadamente.(6)
A destacar las grandes marquesinas que tenían los cines Rex y Coy, que precisaban unos carteles que median 4 metros de largo por 2,5 de ancho, medidas espectaculares que se sacaban de prospectos de apenas 12x15cm que enviaban las compañías cinematográficas, y que sin duda, atraían sobremanera a los espectadores.
Cientos y cientos de carteles de cine fueron los que pintó durante su dilatada carrera, teniendo en muchas ocasiones que sufrir la censura en la estética del cartel de cine, teniendo que reducir los encantos físicos de algunas actrices, recortar escotes, alargar las faldas y hasta tener que cambiar el título de las películas.

Francisco Bagó, llega a ser un personaje reconocido en Murcia por su arte y personalidad, y por ser uno de los mejores cartelistas de entonces, el único que hubo en Murcia. 
También compaginó esta actividad con la escenografía teatral, en especial para el Teatro Romea, donde destacan los decorados de las compañías de Guadalupe Muñoz Sampedro y de Manuel Luna y Guillermo Marín.
Colaboró frecuentemente con su amigo Antonio González Conte, famoso carrocista murciano, al que le profesaba mucho cariño y agradecimiento porque le ayudaba proporcionándole trabajos para sus carrozas, ferias, etc. y porque le dejaba sus instalaciones en la puerta de Orihuela para poder rotular los macrocarteles mencionados.

## Vida personal

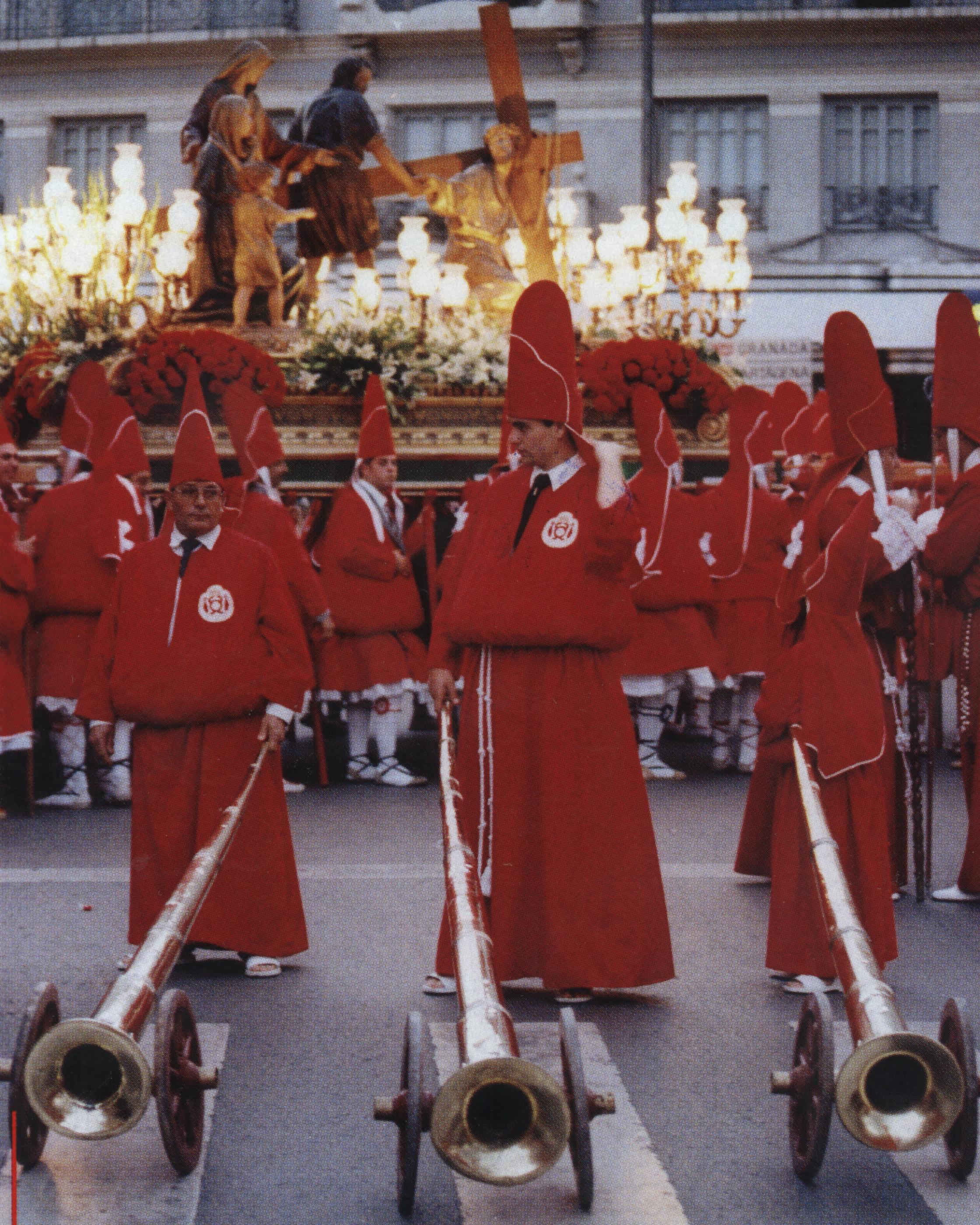
Hijas de Jerusalén Burlas

Francisco Bagó Ramírez formó junto a su mujer, Carmen Fuentes Yepes, una amplia familia formada por diez hijos.
Llegó a ser un personaje reconocido en Murcia a nivel social, por su trayectoria profesional como pintor y cartelista cinematográfico, y por algo inherente a su vida como es la vinculación a la Archicofradía de La Sangre, de la que fue un cofrade destacado, y a la que se dedicó en cuerpo y alma hasta sus últimos días.
Fue el primer Cabo de Andas del Paso "Las Hijas de Jerusalén", e inició una de saga de mayordomos cabos de andas que aún perdura en la actualidad.
Ambas facetas definieron su personalidad y se entrelazan a lo largo de su vida.

### Archicofradía de la Sangre
Ingresa como Mayordomo de la Archicofradía en el año 1951, bajo la presidencia de Pardos Zorraquino, y en 1952 sale como segundo cabo de Andas del paso "San Juan", provisionalmente como ayudante de Francisco Carrilero.
Entre los años 1953 y 1955, se le confía la responsabilidad de ser cabo de Andas de Paso de Ntro. Padre Jesús de las Mercedes, trono que se incorporó en el cortejo colorao para suplir el Nazareno que faltaba en la procesión de Los Coloraos , debido a las lamentables consecuencias de la guerra civil que arrasó gran parte del patrimonio que atesoraba la Archicofradía.
Finalmente, en 1956, se incorpora a la Archicofradía el Paso de "Las Hijas de Jerusalén", obra maestra del insigne escultor Juan González Moreno, siendo portado por veintiocho orgullosos y emocionados nazarenos, todos mayordomos y dirigidos por su Cabo de Andas, Francisco Bagó. En la actualidad, su Cabo de Andas es José Bagó Fuentes, hijo del anterior que con su hijo Rubén, conforman la tercera generación de Cabos de Andas, siendo una de las más antiguas en Murcia.
En el año 2006, se le concede la Medalla de Oro de la Archicofradía como reconocimiento a toda una vida entregada a la cofradía, por su amor y dedicación.
Falleció el 9 de junio de 2009, y lo hizo vestido con sus mejores galas: su túnica de mayordomo colorá y a sus pies, la primera que le hizo su madre.

## Enlaces
- | 60 Años de historia
- | Sangre Colorá para comenzar la Pasión en el Carmen
- | Revista Los Coloraos 2010 (num 62)
- | Francisco Bagó Ramírez, pasión por "los Coloraos".
- | Francisco Bagó, el pintor de las peliculas.